# カンタン郡
座標: 北緯7度24分20秒 東経99度30分55秒 / 北緯7.40556度 東経99.51528度
カンタン郡（カンタンぐん）は、タイ南部・トラン県の郡（アムプー）である。

## 名称
カンタンとはマレー語の kantan に由来する言葉で、ショウガ科のゲットウ (Alphinia speciosa) のことである。日本語には同じマレー語由来でカンタンと称する植物 (Phaeomeria speciosa) があるが、これはタイ語で ต้นกะลา となるため郡名とは関係ない。

## 歴史
古くはトランの中心地域であり、現在のタムボン・クワンターニーに小さな港があった。アユタヤ王朝時代から港として知られており、16世紀前半の冒険家トメ・ピレスはその著書『東方諸国記』において「ペグー側でマラカに向かう途中にあるシアンの諸港」のなかにテラン (Terrãm) があると述べている。
1893年、時の国主プラヤー・ラッサダー大規模な船の航行が可能なタムボン・カンタンにトラン中心を移すが、頻繁に洪水を起こすため1916年、時のモントン・プーケットの省長プラヤー・ウィチッタウォンウッティクライ（モムラーチャウォン＝スタット・スッティスタット）はトランの中心部を現在のトランに移動し、旧トランはカンタンとなった。しかしながら市の支柱であるラックムアンは現在でもタムボン・クワンターニーにある。

## 地理
郡はトラン川の形成した平地にあり、トラン川の河口がある。市の西側にはまた南東には山がある。西の海岸にはヨンリン・ビーチと呼ばれるビーチがあり、その北にはハート・チャオマイ国立公園がある。海上にはタリボン島、ムック島、クラダーン島がある。
国鉄トラン支線の最終地である。また国道403号線が北に延びており、トラン方面とつながっている。

## 経済
コメ、果樹園などの農業のほか、牧畜が盛んである。漁業なども盛ん。また、郡内には工場もあり工場労働者もいる。

## 行政区分
郡は14のタムボンに分かれ、さらにその下位に83の村がある。自治体（テーサバーン）が一つあり以下のようになっている。
- テーサバーンムアン・カンタン … タムボン・カンタン全体

また、郡内には13のタムボン行政体（オンカーンボーリハーンスワンタムボン）がある。
| - タムボン・カンタン … ตำบลกันตัง - タムボン・クワンターニー … ตำบลควนธานี - タムボン・バーンマーク … ตำบลบางหมาก - タムボン・バーンパオ … ตำบลบางเป้า - タムボン・ワンウォン … ตำบลวังวน - タムボン・カンタンターイ … ตำบลกันตังใต้ - タムボン・コークヤーン … ตำบลโคกยาง - タムボン・クローンル … ตำบลคลองลุ - タムボン・ヤーンスー … ตำบลย่านซื่อ - タムボン・ボーナムローン … ตำบลบ่อน้ำร้อน - タムボン・バーンサック … ตำบลบางสัก - タムボン・ナークルア … ตำบลนาเกลือ - タムボン・コリボン … ตำบลเกาะลิบง - タムボン・クローンチーローム … ตำบลคลองชีล้อม | Map of tambon |